# Jérôme Pradon
Jérôme Pradon (Boulogne-Billancourt, 3 giugno 1964) è un attore e cantante francese, noto come interprete di musical a Londra e in Francia.

## Biografia
Fece il suo debutto professionale nel musical Les Misérables al Theatre Mogador di Parigi nel 1991, dove fu notato dal produttore Cameron Mackintosh che lo scritturò per il ruolo di Chris in Miss Saigon al Theatre Royal Drury Lane di Londra per la stagione 1992-1993. Da allora ha recitato assiduamente su entrambe le sponde della Manica, esibendosi in inglese e francese. Nel 1995 fu Courfeyrac nel concerto del decimo anniversario de Les Misérables alla Royal Albert Hall e nel 1996 interpretò il co-protagonista in Martin Guerre a Londra, mentre a Parigi si esibiva nel musical Nine in scena alle Folies Bergère, nel ruolo del protagonista Guido Contini.
Nel 2002 tornò in Les Misérables al Palace Theatre di Londra, mentre l'anno successivo fu candidato al Laurence Olivier Award alla miglior performance in un ruolo non protagonista in un musical per Pacific Overtures alla Donmar Warehouse. Nel 2005 debuttò in Belgio con il musical di Maury Yeston Titanic e nel 2007 fu Aragorn nell'adattamento teatrale de Il signore degli anelli al Drury Lane di Londra. Nel 2010 fu Sam in Mamma Mia! a Parigi, nel 2013 Buddy in Follies al teatro dell'opera di Tolone e nel 2019 torna sulle scene londinesi con il musical di Andrew Lloyd Webber Aspects of Love.

## Filmografia

### Cinema
- Ahimè! (Hélas pour moi), regia di Jean-Luc Godard (1993)
- Brillantina Boys (The Brylcreem Boys), regia di Terence Ryan (1998)
- Super agente speciale (Simon Sez), regia di Kevin Alyn Elders (1999)
- La jeune fille et la tortue, regia di Stéphane Ly-Cuong – cortometraggio (1999)
- Vatel, regia di Roland Joffé (2000)
- The Dancer, regia di Frédéric Garson (2000)
- Paradisco, regia di Stéphane Ly-Cuong – cortometraggio (2002)
- Justice League, regia di Zack Snyder (2017)
- Le bûcheron et L'ogresse, regia di Jeremy Circus – cortometraggio (2019)
- Zack Snyder's Justice League, regia di Zack Snyder (2021)
- Je suis un acte, regia di Paul Parent – cortometraggio (2021)

### Televisione
- Marcheloup, regia di Roger Pigaut – miniserie TV (1982)
- L'Été 36, regia di Yves Robert – miniserie TV (1986)
- Cas de divorce – serie TV, episodio 1x32 (1991)
- Sharpe – serie TV, episodio 2x01 (1994)
- Kung Fu: la leggenda continua (Kung Fu: The Legend Continues) – serie TV, episodio 3x02 (1995)
- Great Performances – programma TV, puntate 24x10-29x11 (1995, 2000)
- L'histoire du samedi – serie TV, 1 episodio (1998)
- Aristocrats – miniserie TV, puntate 03-04 (1998)
- Crimes en série – serie TV, episodi 2x01-2x02-2x03 (2001-2002)
- Carrie & Barry – serie TV, episodio 1x02 (2004)
- The Complete Guide to Parenting – serie TV, episodi sconosciuti (2006)
- Avocats et Associés – serie TV, episodio 14x05 (2006)
- Spiral – serie TV, episodi 5x02-5x03 (2014)
- Ramson – serie TV, episodio 1x11 (2017)